# Pauline Quirke
Cet article possède un paronyme, voir Quirk.
Pauline Quirke est une actrice britannique née le 8 juillet 1959.

## Carrière
Elle est surtout connue pour le rôle de Sharon, dans la série télévisée Birds of a Feather, elle est aux côtés de son amie Linda Robson.
Pauline a commencé sa carrière d'actrice à l'âge de huit ans, avec une apparition dans Opération Tonnerre. Elle est apparue dans de nombreux films et émissions télévisées. Pauline a eu un petit rôle dans le film Elephant Man, en 1980. De 2000 à 2003, elle joue aux côtés de Warren Clarke dans la série diffusée sur la BBC ; To Earth.
En 2004, elle joue Dixon dans le feuilleton North and South.

## Vie personnelle
Elle a deux enfants et est mariée au producteur Steve Sheen. Ils résident actuellement dans Penn, un village dans le sud du Buckinghamshire.

## Filmographie

### Au cinéma
- 1980 : Elephant Man de David Lynch
- 1989 : Getting It Right de Randal Kleiser
- 2010 : The Perfect Burger de Todd Carthy : Mme Grieves

### À la télévision
- 1988 - 1989 : Birds of a Feather; Sharon (série)
- 1999 : David Copperfield (téléfilm)
- 2000 - 2003 : To Earth (série)
- 2004 : North and South (feuilleton)
- 2008 : Ma Tribu, saison 8 (série)
- 2009 - 2010 : Missing; Mary Jane Croft (série)
- 2010 : Skins (série)
- 2010 - 2011 : Emmerdale Farm ; Hazel Rhodes (série) - (75 épisodes)
- 2012 - : Broadchurch : Susan Wright